# Quadricycle (classification des véhicules dans l’UE)
Pour les articles homonymes, voir Quadricycle.

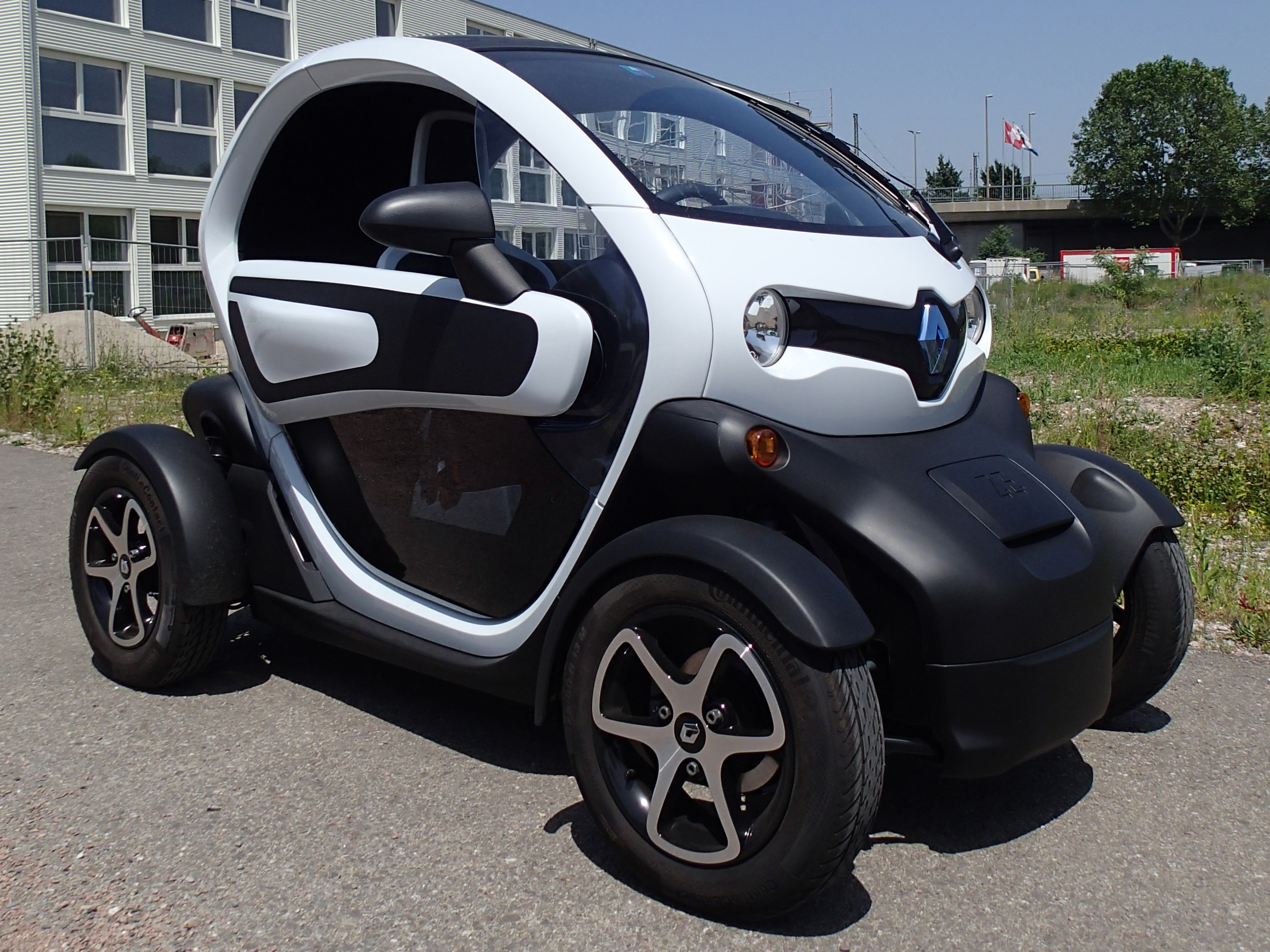
Le Renault Twizy est disponible dans des configurations correspondant aux spécifications des quadricycles légers et lourds

Le terme quadricycle désigne une catégorie de véhicule de l’Union européenne pour les microvoitures à quatre roues, permettant à ces véhicules d’être conçus selon des exigences moins strictes que les voitures classiques. Les quadricycles sont définis selon des limites de poids, de puissance moteur et de vitesse.
Il existe deux catégories de quadricycles : les quadricycles légers (L6e) et les quadricycles lourds (L7e).

## Historique
La classification des quadricycles a été officiellement créée en 1992, lorsque l’Union européenne a publié la directive 92/61/CEE qui décrétait que les quadricycles appartenaient à la même catégorie que les cyclomoteurs. En 2002, la directive-cadre 2002/24/CE a affiné cette définition en distinguant les quadricycles légers et lourds (catégories L6e et L7e).
Le cadre législatif pour les permis de conduire de quadricycles légers dans l’UE a été introduit en 2006, avec la directive 2006/126 (la troisième directive sur le permis de conduire européen). Cette directive applique les mêmes exigences aux quadricycles légers qu’aux cyclomoteurs. Elle recommande un âge minimal de conduite de 16 ans, bien que cet âge varie selon les pays entre 14 et 18 ans.

## Catégories

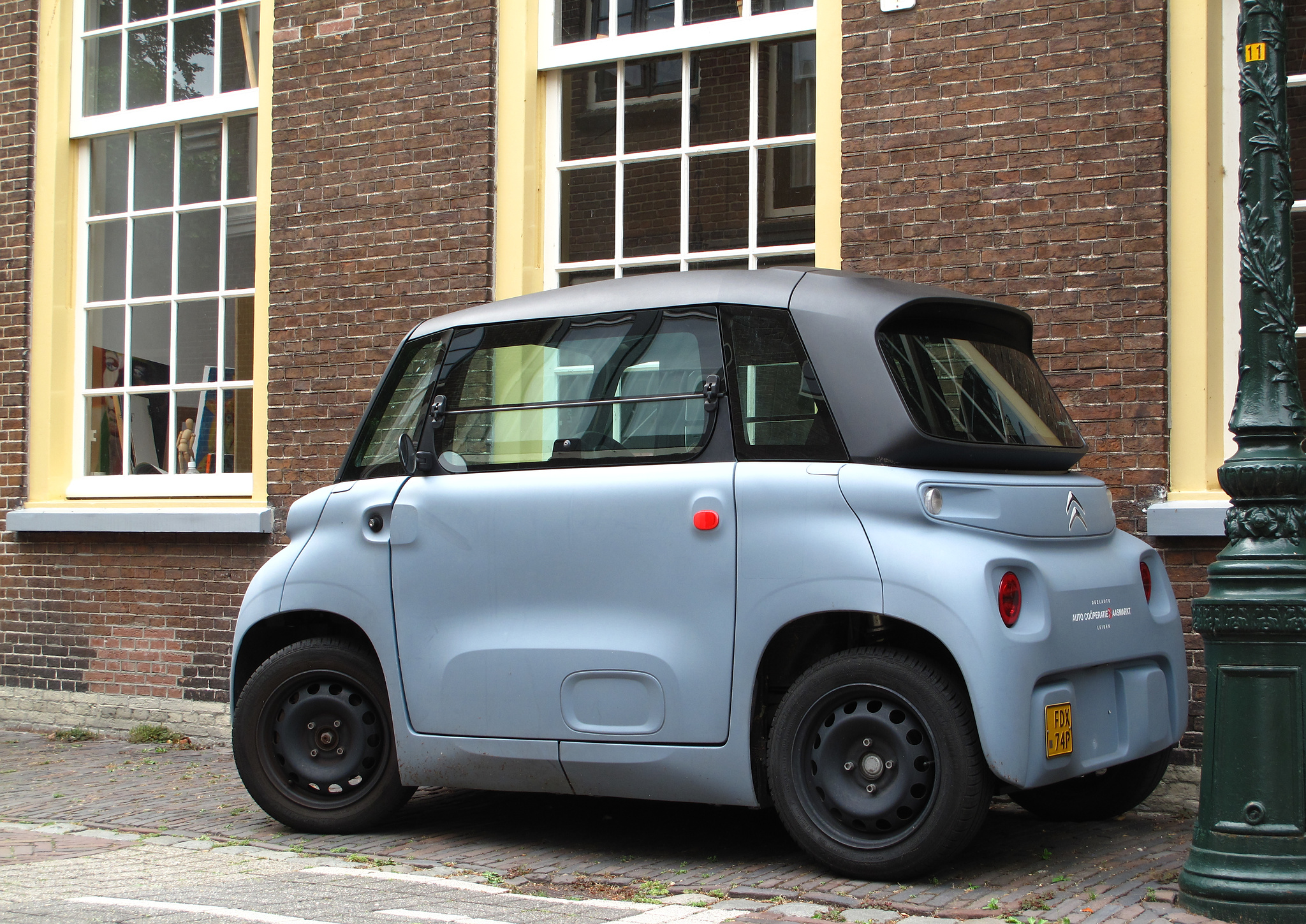
Citroën Ami, un quadricycle léger populaire, vendu à plus de 30 000 exemplaires

### Quadricycles légers (L6e)
Les quadricycles légers (L6e) sont définis par la directive-cadre 2002/24/CE comme : « véhicules à moteur à quatre roues dont la masse à vide n’excède pas 425 kg, à l’exclusion de la masse des batteries pour les véhicules électriques, dont la vitesse maximale par conception ne dépasse pas 45 km/h, et :
1. dont la cylindrée ne dépasse pas 50 cm3 pour les moteurs à allumage commandé,
2. ou dont la puissance nette maximale ne dépasse pas 6 kW pour les autres moteurs à combustion interne,
3. ou dont la puissance nominale continue ne dépasse pas 6 kW pour les moteurs électriques.

### Quadricycles lourds (L7e)
Les quadricycles lourds (L7e) sont définis par la directive-cadre 2002/24/CE comme des véhicules à moteur à quatre roues autres que les quadricycles légers, dont la masse à vide ne dépasse pas 450 kg pour les véhicules de transport de personnes ou 600 kg pour les véhicules de transport de marchandises (hors batterie pour les véhicules électriques), dont la puissance nette maximale ne dépasse pas 15 kW et la vitesse maximale par conception ne dépasse pas 90 km/h.

## Législation selon les pays

### Finlande
L’âge minimal pour conduire un quadricycle léger est de 15 ans, contre 18 ans pour les voitures. Les cyclomoteurs ont traditionnellement été populaires chez les jeunes en Finlande, et les quadricycles légers ont pris place dans cette niche. Ils sont localement appelés « voitures de cyclomoteur ». Une catégorie de permis appelée AM-121 a été introduite en 2013, spécifiquement pour les quadricycles, bien que les permis de type M (cyclomoteur) délivrés avant 2013 soient aussi valides. Les catégories de permis supérieures (A1, A et B) autorisent automatiquement la conduite de quadricycles, mais leurs limites d’âge sont respectivement de 16, 18 et 18 ans.
Certaines personnes s’inquiètent du danger que représente la faible vitesse des quadricycles pour les autres usagers de la route. Au cours de la dernière décennie, la Finlande a envisagé de remplacer les quadricycles par des voitures équipées de limiteurs de vitesse ; ce sujet est devenu controversé en février 2017 après l’accident de quadricycle de Sastamala (fi) à Sastamala, Pirkanmaa, en Finlande.

### France

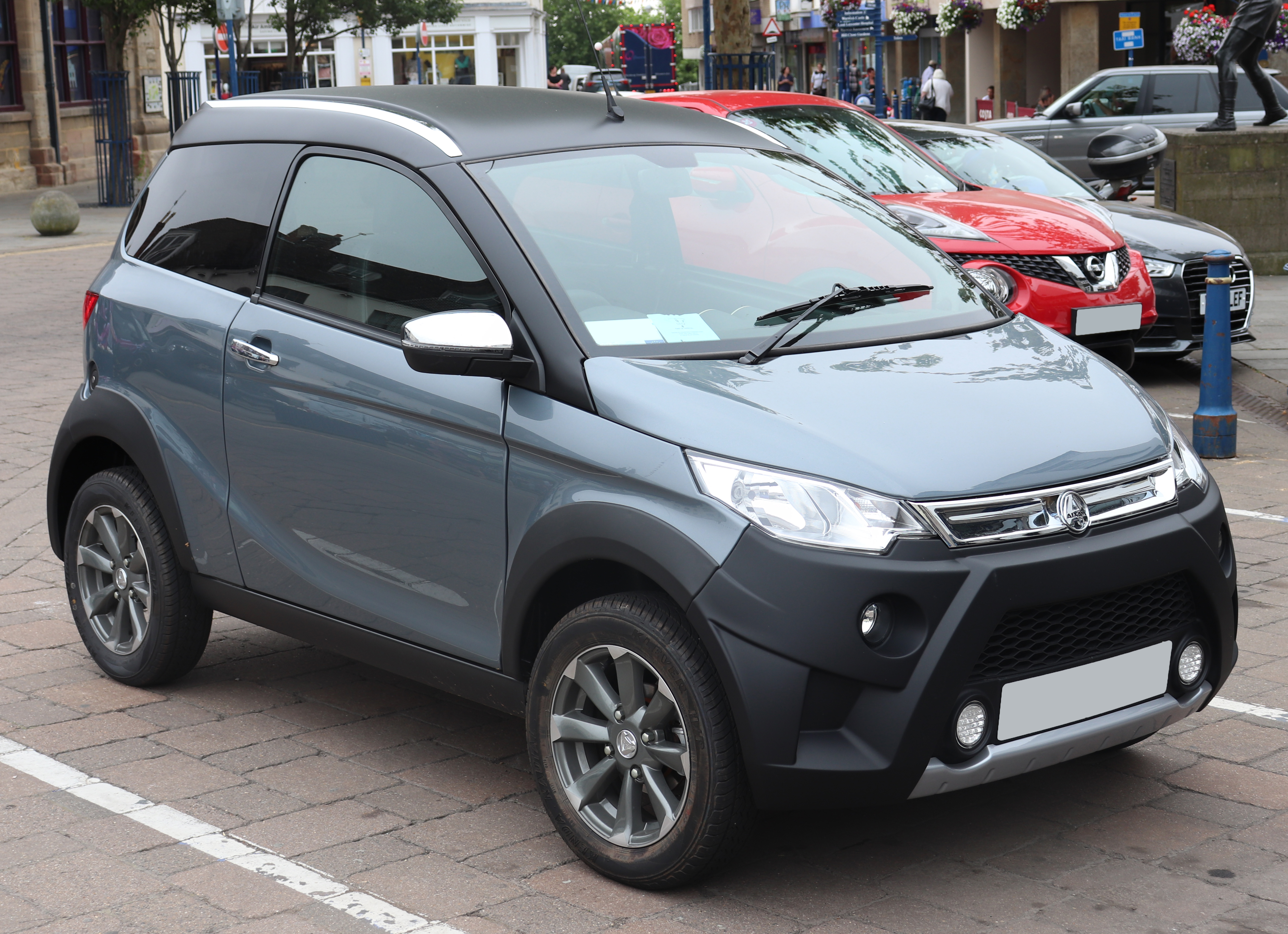
Aixam Crossline, un exemple de Voiture Sans Permis française

En France, les petites voitures classées comme Voitures Sans Permis peuvent être conduites sans permis de conduire.
Certains quadricycles peuvent être conduits avec un brevet de sécurité routière, accessible dès 14 ans. Le quadricycle doit être limité à une vitesse maximale de 45 km/h et avoir un moteur essence jusqu’à 50 cm3, ou être électrique ou diesel jusqu’à 4 kW,.

### Royaume-Uni
Au Royaume-Uni, avant octobre 2000, une personne ayant obtenu un permis moto recevait automatiquement un sous-permis de catégorie B1, lui permettant de conduire une voiture légère (poids à vide inférieur à 550 kg), un quadricycle motorisé ou un tricycle motorisé. Depuis 2000, ces petites voitures sont réparties en deux catégories différentes : quadricycles légers et lourds.
Un quadricycle léger, c’est-à-dire une micro-voiture de moins de 6 kW de puissance et avec un poids à vide ne dépassant pas 425 kg, peut être conduit avec un permis moto complet. Tout véhicule plus puissant ou plus lourd nécessite un permis voiture complet pour pouvoir circuler légalement sur les routes britanniques.

## Constructeurs
- Aixam
- Austin Motor Company
- Casalini
- Chatenet
- Evetta
- Grecav
- Italcar
- Jonway
- Ligier
- Melex
- Micro
- Piaggio
- Renault (Renault Twizy)
- Stellantis (Citroën Ami, Opel Rocks-e, et Fiat Topolino)
- Tazzari